# 何艷美
何艷美（Ho Yen Mei，1996年4月29日—），馬來西亞女子羽毛球運動員。

## 简历
何艳美小时候原本以游泳为主，时常去班登湖俱乐部进行游泳运动，他的爸爸则打羽毛球。不久之后，何艳美经过许多人劝告之后决定改打羽毛球，并在中三时进入武吉加里尔体育学校 。
2018年7月，何艳美出戰俄羅斯羽毛球公開賽，贏得女子單打比賽冠軍。
2020年12月，何艷美宣佈從馬來西亞國家羽毛球隊退役。

## 主要比賽成績
只列出曾進入準決賽的國際賽事成績：
| 年份   | 賽事                     | 公開賽級別 | 項目     | 成績   |
| ------ | ------------------------ | ---------- | -------- | ------ |
| 2013年 | 樂魚羽毛球國際系列賽     | 國際系列賽 | 女子單打 | 亞軍   |
| 2013年 | 亞洲青年運動會羽毛球比賽 | 其他       | 女子單打 | 第四名 |
| 2014年 | 印尼羽毛球國際挑戰賽     | 國際挑戰賽 | 女子單打 | 準決賽 |
| 2015年 | 東南亞運動會羽毛球比賽   | 其他       | 女子團體 | 銀牌   |
| 2015年 | 波蘭羽毛球國際賽         | 國際系列賽 | 女子單打 | 冠軍   |
| 2015年 | 馬來西亞羽毛球國際挑戰賽 | 國際挑戰賽 | 女子單打 | 準決賽 |
| 2015年 | 印度羽毛球國際挑戰賽     | 國際挑戰賽 | 女子單打 | 準決賽 |
| 2016年 | 馬來西亞羽毛球國際挑戰賽 | 國際挑戰賽 | 女子單打 | 亞軍   |
| 2017年 | 東南亞運動會羽毛球比賽   | 其他       | 女子團體 | 銀牌   |
| 2018年 | 俄羅斯羽毛球公開賽       | 超級100賽  | 女子單打 | 冠軍   |

| 2007-2017年 | 首要超級賽 | 超級賽 | 黃金大獎賽 | 大獎賽 | 國際挑戰賽 | 國際系列賽 | 未來系列賽 | 其他 |

| 2018-2026年 | 總決賽 | 超級1000賽 | 超級750賽 | 超級500賽 | 超級300賽 | 超級100賽 | 國際挑戰賽 | 國際系列賽 | 未來系列賽 | 其他 |